# Караш-Северин
Караш-Северин е окръг в югозападната част на Румъния, чийто административен център е промишленият град Решица.
Разположен е във физико-географската и историческа област Банат в Румъния. Заема площ от 8514 km2 (3,6% от площта на страната).
Граничи с окръзите: Тимиш на северозапад и север, Хунедоара и Горж на изток, Мехединци на изток и югоизток, а р. Дунав оформя на юг и югозапад границата със Сърбия.

## Релеф
Преобладава планинския релеф, заемащ 65% от територията – Банатските планини, планината Царку-Годену и планината Черней. Планините нарастват по височина от запад на изток, като стигат максимална височина в планината Годяну (1600 – 2200 m). Далеч по-ниски са южните хълмове на планините Пояна Рушка, Семеник, Алмъж, Локвей, Аниней и Догнечей, достигащи височина между 600 и 1400 m. Планините са разделени от долините Бистра и Тимиш-Черна. На запад се простират хълмовете на Оравица, Доклин и Сакош-Загужени.

## Климат
Умерено-континентален климат със средиземноморско влияние. Средногодишната температура варира в зависимост от надморската височина и достига 10 – 11 градуса в хълмистите райони и 4 – 9 градуса в планините. Валежите в низините са около 700 mm/m², до 1400 mm/m² в планините Царку и Годяну.

## Исторически дати
- 102 г.: изградена е римската крепост Тибиск
- 1289 г.: селището Карансебеш е отбелязано документално под името opidum
- 1450 г.: Карансебеш става политически център на областта Банат
- 1718 г.: след мирния договор от Пасаровиц, Банат става част от Хабсбургската империя
- 1769 г.: заработват металургичните заводи в гр. Решица, а през 1771 г. – първите пещи на територията на Румъния
- 1783 г.: гр. Карансебеш става център на Румънската православна епископия

## Курорти
- Бъиле Херкулане – сред най-старите курорти в света, отбелязан в документ от 153 г. пр.н.е.
- Трей Апе туристически курорт край езеро, южно от село Бребу Ноу. Езерото дава начало на реката Караш.
- Семеник – на 10 km от Вълюг. Има писта за начинаещи скиори.

## Природни резервати
- Кеиле Нерей-Беушница
- Изворул Бигар
- Бързавица
- Пещера Комарник
- Домоглед
- Фъняца ку нарчисе
- Зервещ
- Пъдуреа Езеришел
- Валеа Грецка

## Градове
- Решица
- Карансебеш
- Бокша
- Оравица
- Молдова Ноуа
- Оцелу Рошу
- Анина
- Бъиле Херкулане

## Села
- Молдова Веке